# Mænd der hader kvinder
 Denne artikel omhandler bogen. Opslagsordet har også en anden betydning, se Mænd der hader kvinder (film).
Mænd der hader kvinder (originaltitel: Män som hatar kvinnor) er en kriminalroman skrevet af den svenske journalist og forfatter Stieg Larsson. Ved sin død i november 2004 efterlod Larsson tre ikke hidtil udgivne kriminalromaner, som blev til Millennium-serien. Mænd der hader kvinder er første bind i denne serie; en kriminaltrilogi om makkerparret Mikael Blomkvist og Lisbeth Salander. Romanen udkom i Danmark den 15. juni 2006 under det århusianske forlag Modtryk.
Historien begynder i Stockholm, hvor Mikael Blomkvist taber en sag om bagvaskelse til forretningsmanden Hans Erik Wennerström. For at komme oven på igen holder Mikael et års pause på sit magasin, Millennium. Han påtager sig opgaven med at prøve at opklare det 40 år gamle mord på en ung pige af den velhavende Vangerfamilie, under dække af at skrive Vangerfamiliens historie, men ender i et ondskabsfuldt familiedrama, der involverer en seriemorder.
Romanen har haft stor succes rundt om i verden. I Danmark har trilogien solgt over en million eksemplarer, mens den i Skandinavien har solgt over tre millioner eksemplarer. I 2006 modtog romanen Glasnøglen for "Nordens bedste kriminalroman".

## Overblik
Romanen er en historie, der omhandler seriemord og virksomhedssvindel over flere kontinenter. Desuden handler den om den forsvundne niece til overhovedet af en rig, svensk industrifamilie. Gennem romanens hovedperson, Mikael Blomkvist, henviser romanen til klassiske forfattere inden for krimi- og thrillergenren. Der er blandt andet omtaler af Enid Blyton, Agatha Christie, Dorothy L. Sayers, Sue Grafton, Val McDermid, Sara Paretsky fra kriminalromanernes historie. Ud fra sine romaner ses det, at Larsson har sat sig ind i både engelsk og amerikansk kriminalitetsfiktion. Hans kendskab til denne er hans fritidsinteresse, og han fortæller også, at han skrev sit opus om aftenen efter arbejdet som journalist.
De nævnte byer i romanen er virkelige med undtagelse af Hedestad, hvor Mikael opholder sig et år for at skrive familien Vangers historie. Millennium-magasinet, som optræder i romanen, er tilsvarende baseret på Larssons eget magasin Expo, der ligeledes har økonomiske vanskeligheder. Desuden var Larsson både journalist og redaktør på magasinet, ligesom hovedpersonen Mikael Blomkvist er det i romanen.

## Personer
- Romanens mandlige hovedperson er Mikael Blomkvist. Han er 43 år, journalist og medejer af tidsskriftet Millennium. Han har tidligere været gift med Monica Abrahamsson, med hvem han har datteren Pernilla Abrahamsson. Han er desuden i et frit forhold med sin redaktør og medejer Erika Berger. Erika er jævnaldrende med Mikael samt redaktør og medejer af Millennium. Hun er gift med Greger Backman, men er også i et frit forhold med Mikael, hvilket ikke generer hendes mand.

- Romanens kvindelige hovedperson er Lisbeth Salander. Hun er 24 år og arbejder som researcher for firmaet Milton Security, der har speciale inden for personundersøgelse. Desuden er hun en af Sveriges bedste hackere. Lisbeths arbejdsgiver er den 56-årige Dragan Armanskij, som er sikkerhedschef for Milton Security. Lisbeth er umyndiggjort og har igennem hele sit liv haft den 64-årige Holger Palmgren som sin formynder. Efter en hjerneblødning lever han på Ersta sygehus. I stedet har Lisbeth fået den 50-årige advokat Nils Bjurman som sin advokat.

- Henrik Vanger er 82 år, pensioneret og tidligere CEO for Vangerkoncernen. De sidste 40 år har han sammen med sin 68-årige ven og advokat, Dirch Frode, forsøgt at opklare mysteriet om sin nieces, Harriet Vangers, forsvinden. Harriet forsvandt 40 år tidligere til en familiesammenkomst. På daværende tidspunkt var hun 16 år. Hendes bror, Martin Vanger, er nu administrerende direktør for Vangerkoncernen. En anden person, som optræder en del gange, er Cecilia Vanger, datter af Harald Vanger, som er Henrik Vangers bror. Hun prøver ihærdigt at indlede et forhold med Mikael Blomkvist.[6]

## Plot
Den mandlige hovedperson er den midaldrende journalist, Mikael Blomkvist. Historien begynder i et retssalslokale, hvor han taber en bagvaskelses sag om den korrupte svenske industrialist Hans Erik Wennerström. Dette får alvorlige følger for hans tidsskrift, Millenniums, fremtid. Mikael bliver en dag opsøgt af den aldrende CEO for Vangerkoncernen, Henrik Vanger, som vil have ham til at nedskrive sin familiehistorie. Vangers egentlige formål er at løse en mystisk sag om hans niece, Harriet Vanger, som har været forsvundet, siden hun var 16 år gammel. Blomkvist accepterer og sendes til en lille ø, hvor familien Vanger og Vangerkoncernen holder til. Det meste af familien Vanger lever her, og Blomkvist skal bo på øen et år for at skrive familiehistorien / løse forsvindingsmysteriet. Den kvindelige hovedperson i romanen er Lisbeth Salander. Hun er en asocial punker, som har været presset af myndighederne gennem hele sit liv. Ved et tilfælde møder hun Blomkvist, og det usandsynlige par bliver et nyt klassisk detektivpar, hvor jægerne bliver de jagede.
Henrik Vanger er den ældste i en velhavende, men splittet familie. Han har lige siden Harriets forsvinden hvert år på sin fødselsdag modtaget en usædvanlig blomst. Denne blomst er hver gang fra et nyt sted i verden, og Henrik mener, at det er Harriets morder, der sender ham disse blomster. Blomkvist er sikker på, at han ikke kan opdage noget nyt, men påtager sig alligevel jobbet, da han bliver klækkeligt belønnet. Da han graver ned i familiehemmelighederne, fremkommer chokerende resultater. Han danner senere par med Salander, og de spreder nyt lys over det fire årtier gamle puslespil.
Historieforløbet er et lokalt mysterium, eftersom øen på den skæbnesvangre dag var afskåret landforbindelse, da der var et tankbilssammenstød på den eneste bro, der forbinder beboerne til fastlandet. Henrik Vanger tror, at Harriet blev myrdet af et familiemedlem, da hun forsvandt, mens øen var afskåret fra fastlandet. Udover den økonomiske belønning tilbyder den gamle mand Vanger desuden at kunne give Blomqvist oplysninger til at bevise, at Wennerström er korrupt.

## Temaer
Udover litterære referencer til genrens klassiske forløbere kommenterer Larsson på nutidens samfund i Sverige. Anmelderen Dessaix refererer, at "Hans favoritmål er vold imod kvinder, den uduelige og feje undersøgelsesjournalist, den moralske konkurs af stor kapital og den ondskabsfulde tone af nazisme der stadig buldrer..." i det svenske samfund.
Endvidere inddrager han debatten om, hvor ansvarsbevidst en kriminel er om sin kriminalitet, og forholdet mellem opdragelsen og samfundet. I romanen siger Salander: "Det er som om vi ikke længere tror på, nogen har deres egen vilje". Salander har en stærk vilje og antager, at alle andre også har det. Hun har lidt af megen mishandling i sin barndom, inklusiv voldtægt, og desuden har hun været spærret inde på en psykiatrisk klinik. Siden hun holder andre ansvarslige for deres handlinger, tager hun hævn over dem, som opfører sig dårligt. Salander – dyster, egoistisk og til tider arrig – er ufordærvelig i modsætning til selv de gode mænd i Larssons verden.

## Modtagelse
Romanen om moderne kultur og korruption blev udgivet i Sverige og modtog stor anerkendelse. På samme måde gik det i de andre europæiske lande efter udgivelsen. I Sverige har romanen og dens efterfølger, Pigen der legede med ilden, solgt i nærheden af 1,9 millioner eksemplarer, mens romanen i 2006 solgte omkring 175.000 eksemplarer i Danmark. 25. september 2008 kunne det århusianske forlag Modtryk meddele, at de havde solgt en million eksemplarer af Millennium-serien, idet Mænd der hader kvinder og Pigen der legede med ilden blev fulgt af Luftkastellet der blev sprængt. Den 29. oktober 2008 rapporterede Politiken, at trilogien alene i Norge, Sverige og Danmark har solgt tre millioner eksemplarer. Romanen har også fået stor succes længere væk fra sit hjemland og var på et tidspunkt under sin engelske titel The Girl with the Dragon Tattoo nummer 13 på den amerikanske avis New York Times' bestsellerliste.
På originalsproget vandt den i 2006 en Glasnøgle for "Nordens bedste kriminalroman".

### Kritik
På bogblogger.dk skriver Peter Strauss Jørgensen i sin anmeldelse af romanen: "Bøger der starter med en 5 sider lang Prolog med botaniske beskrivelser ville normalt ikke være noget, jeg havde kræfter til at læse til ende". Herefter roser han bogen til skyerne og kommer først med en smule kritik igen, da han kommenterer Lisbeth Salander: "Det fungerer fint – om end, at jeg fandt den psykologiske beskrivelse af Salander noget usikker og usammenhængende til tider. På samme måde er der mod slutningen forskellige sammenhænge, der går lidt i ring – og enkelte dele modsiges".

## Filmatisering
Romanen blev sammen med dens to efterfølgere i Millennium-serien filmatiseret. Det var det svenske filmselskab Yellowbird, som i samarbejde med Sveriges Television, Nordisk Film og ZDF Enterprises producerede filmene. Den danske instruktør Niels Arden Oplev instruerede den første film. Mænd der hader kvinder. Han begyndte optagelserne i foråret 2008, og filmen havde premiere i de skandinaviske lande den 27. februar 2009. Det var til at starte med meningen at Mænd der hader kvinder var den eneste af bøgerne der skulle filmatiseres i Millennium-trilogien, og at Pigen der legede med ilden og Luftkastellet der blev sprængt i stedet skulle laves i tv-udgave og udgives på DVD straks derefter visningen på SVT. Men man ændrede mening, og alle tre film fik biografpremiere i 2009; de to sidste i serien blev instrueret af Daniel Alfredson.
Niels Arden Oplevs filmatisering af Stieg Larssons første roman blev en kæmpe succes i Skandinavien. I de første tre uger i Danmark lå filmen nummer et på filmhitlisten. I Sverige har filmen rundet 600.000 billetter og i Norge, der havde senere premiere end Sverige og Danmark, var 95.000 gæster inde at se den i åbningsweekenden.
Mænd der hader kvinder solgte i de første 17 dage i Danmark 562.569 billetter, hvilket var godt 40.000 billetter mere i tilsvarende tidsrum end Danmarks hidtil største succes, Bond-filmen Casino Royale, der nåede i alt over 890.000 solgte billetter. Mænd der hader kvinder solgte i alt 959.207 billetter i 2009.
De tre film blev i 2010 klippet sammen til en tv-serie i seks dele under titlen Millenium. Endvidere blev der indspillet en amerikansk udgave af romanen under titlen The Girl with the Dragon Tattoo i 2011 med David Fincher som instruktør. Denne film fik også en efterfølger, som dog ikke var baseret på Stieg Larssons bøger, men på David Lagercrantz' videreførelse af Millenium-trilogien i Det som ikke slår os ihjel. Filmen hedder Det der ikke slår os ihjel og har helt andre skuespillere i de bærende roller, er instrueret af Fede Álvarez og havde premiere i 2018.